# Henri Bosco
Henri Bosco (Avinyó, Provença, 1888 — Niça, 1976) va ser un novel·lista i poeta occità en llengua francesa enquadrat dins del realisme. El 1945 va guanyar el Premi Renaudot per la seva novel·la Le Mas Théotime i el Grand prix national des lettres el 1953 així com el Grand prix de l'Académie française el 1968. La seva literatura evoca la vida rural de la Provença.

## Obres
- Pierre Lampédouze, 1925
- Eglogues de la mer, 1928
- Irénée, 1928
- Le Quartier de sagesse, 1929
- Le Sanglier, 1932
- Le Trestoulas et L'Habitant de Sivergues, 1935
- L'Âne Culotte, 1937 ; edició de 1950 amb il·lustracions de Nicolas Eekman
- Hyacinthe, 1940
- L'Apocalypse de Saint Jean, 1942
- Bucoliques de Provence, 1944
- Le Jardin d'Hyacinthe, 1945
- Le Mas Théotime, 1945
- L'Enfant et la Rivière, 1945
- Monsieur Carre-Benoît à la campagne, 1947
- Sylvius, 1948
- Malicroix, 1948
- Le Roseau et la Source, 1949
- Un rameau de la nuit, 1950
- Alger, cette ville fabuleuse, 1950
- Des sables à la mer. Pages marocaines, 1950
- Sites et Mirages, 1951.
- Antonin, 1952
- L'Antiquaire, 1954
- La Clef des champs, 1956
- Le Renard dans l'île, 1956
- Les Balesta, 1956
- Sabinus, 1957
- Barboche, 1957
- Bargabot, 1958
- Bras-de-fer, 1959
- Saint Jean Bosco, 1959
- Un oubli moins profond, 1961
- Le Chemin de Monclar, 1962
- L'Épervier, 1963
- Le Jardin des Trinitaires, 1966
- Album du Lubéron (gravats sobre la coberta de Michel Moskovtchenko), 1966
- Mon compagnon de songes, 1967
- Le Récif, 1971
- Tante Martine, 1972
- Une ombre, 1978
- Des nuages, 1980